# Кинески џиновски даждевњак
Кинески џиновски даждевњак (лат. Andrias davidianus, енгл. Chinese giant salamander) је водоземац из реда репатих водоземаца (Caudata) и породице џиновских даждевњака (лат. Cryptobranchidae). Највећи је саламандер на свету, и достиже дужину од 180 cm.

## Распрострањење
Ареал врсте је ограничен на једну државу. Кина је једино познато природно станиште врсте.

## Станиште
Станишта врсте су шуме и слатководна подручја, најчешће брдски и планински потоци.

## Начин живота
Храни се инсектима, рибама и жабама.

## Угроженост
Ова врста је крајње угрожена и у великој опасности од изумирања.